# Creoleon arenosus
Creoleon arenosus is een insect uit de familie van de mierenleeuwen (Myrmeleontidae), die tot de orde netvleugeligen (Neuroptera) behoort. 
Creoleon arenosus is voor het eerst wetenschappelijk beschreven door Navás in 1934.